# 12 Mighty Orphans
12 Mighty Orphans ist ein Filmdrama von Ty Roberts, das am 11. Juni 2021 in die US-Kinos kam und im gleichen Monat beim Tribeca Film Festival vorgestellt wurde. Der Film über den Aufstieg der Football-Mannschaft einer Highschool für Waisen in Fort Worth Ende der 1920er, Anfang der 1930er Jahre basiert auf einem gleichnamigen Roman von Jim Dent.

## Handlung
Es ist die Zeit der Großen Depression. Das Masonic Home für Waisen im texanischen Fort Worth hat ein ziemlich schlappes Football-Team. Als Rusty Russell an die Highschool kommt, wird er ihr Trainer und will sie zum Meistertitel führen. Niemand ahnt, dass er in diesen schweren Zeiten das Waisenhaus zum ganzen Stolz von Fort Worth machen wird.

## Die Mighty Mites
Der Film basiert auf dem Roman Twelve Mighty Orphans: The Inspiring True Story of the Mighty Mites Who Ruled Texas Football von Jim Dent. Die Geschichte beginnt im Sommer 1928 und erzählt vom Aufstieg der Mighty Mites. Diese Jugendlichen, die im Masonic Home für Waisen im texanischen Fort Worth lebten, wurden zu einer äußerst erfolgreichen Football-Mannschaft in Texas. Sie zeigten, dass es nicht immer die Teams der größten Schulen oder mit den teuersten Trikots sein mussten, die letztlich siegten. Sie wurden von einem Mann trainiert, der hierfür nur wenig Geld bekam, und trugen beim Spielen Kleidung, die nicht wirklich zusammenpasste.
Das Masonic Home im texanischen Fort Worth wurde 1899 von den Freimaurern für die Witwen und Waisenkinder aus ihrer Gemeinschaft eröffnet. Später wurde es als eigene Schule betrieben. Im Jahr 2005 wurde sie allerdings geschlossen, weil es Schadensersatzforderungen in Millionenhöhe wegen sexuellen Missbrauchs gab.
Jim Dent hatte jahrelang über die Dallas Cowboys in Fort Worth berichtet und im Jahr 1999 ein Buch mit dem Titel The Junction Boys über die Trainingsmethoden von Bear Bryant, dem Cheftrainer der Footballmannschaft der University of Alabama, veröffentlicht.

## Produktion
Regie führte Ty Roberts, der gemeinsam mit Lane Garrison und Kevin Meyer auch Dents Roman für den Film adaptierte.
Luke Wilson spielt in der Hauptrolle Rusty Russell. Martin Sheen übernahm die Rolle von Doc Hall.
Gedreht wurde von Anfang Oktober bis Ende November 2019 in Fort Worth, wo sich noch immer die Gebäude des Masonic Home befinden. Weitere Aufnahmen entstanden in Weatherford. Als Kameramann fungierte David McFarland.
Die Filmmusik komponierte Mark Orton.
Der Film erschien am 11. Juni 2021 landesweit in den US-Kinos. Im gleichen Monat wurde er beim Tribeca Film Festival gezeigt.

## Rezeption

### Kritiken
Die Kritiken fielen bislang gemischt aus.

### Auszeichnungen
Tribeca Film Festival 2021
- Nominierung in der Sektion Spotlight Narrative[10]